# Puerto de Bermeo
Puerto de Bermeo är en ort i Mexiko.   Den ligger i kommunen Tlalpujahua och delstaten Michoacán de Ocampo, i den sydöstra delen av landet, 110 km väster om huvudstaden Mexico City. Puerto de Bermeo ligger 2 764 meter över havet och antalet invånare är 355.
Terrängen runt Puerto de Bermeo är kuperad. Runt Puerto de Bermeo är det ganska tätbefolkat, med 185 invånare per kvadratkilometer. Närmaste större samhälle är El Oro de Hidalgo, 8,9 km norr om Puerto de Bermeo. I omgivningarna runt Puerto de Bermeo växer huvudsakligen savannskog.